# Nacaeus claviger
Nacaeus claviger är en skalbaggsart som först beskrevs av Cameron 1913.  Nacaeus claviger ingår i släktet Nacaeus och familjen kortvingar. Inga underarter finns listade i Catalogue of Life.